# McIntosh (Alabama)
McIntosh és una població dels Estats Units a l'estat d'Alabama. Segons el cens del 2000 tenia 244 habitants.

## Demografia
Segons el cens del 2000, McIntosh tenia 244 habitants, 94 habitatges, i 62 famílies. La densitat de població era de 94,2 habitants/km².
Per edats la població es repartia de la següent manera: un 29,5% tenia menys de 18 anys, un 6,6% entre 18 i 24, un 24,6% entre 25 i 44, un 25% de 45 a 60 i un 14,3% 65 anys o més.
L'edat mediana era de 35 anys. Per cada 100 dones hi havia 83,5 homes. Per cada 100 dones de 18 o més anys hi havia 72 homes.
La renda mediana per habitatge era de 28.214 $ i la renda mediana per família de 39.167 $. Els homes tenien una renda mediana de 31.429 $ mentre que les dones 22.750 $. La renda per capita de la població era de 14.023 $. Aproximadament el 10% de les famílies estaven per davall del llindar de pobresa.

## Poblacions més properes
El següent diagrama mostra les poblacions més properes.